# Борисова, Зинаида Дмитриевна
Зинаида Дмитриевна Борисова (1911 — 2001) — советская легкоатлетка, выступавшая в соревнованиях по метаниям (метание диска, копья, ядра, гранаты), мастер спорта СССР. Чемпионка и призёр чемпионатов СССР, рекордсменка СССР. В 1931—1935 годах установила 14 рекордов страны. В 1934 году стала первой спортсменкой в стране, толкнувшей ядро за 12 м. В следующем году первой в стране метнула диск за 40 м (40,88 м). Выступала за клубы «Динамо» и СКИ (Москва), «Медики» (Киев). Выпускница ГЦОЛИФК. Похоронена на Даниловском кладбище.

## Спортивные результаты
- Всесоюзные соревнования по лёгкой атлетике 1931 года:
  - Метание диска —  (29,11);
  - Метание копья —  (28,83);
- Всесоюзные межведомственные соревнования по лёгкой атлетике 1934 года:
  - Толкание ядра —  (12,19);
  - Метание копья —  (31,66);
- Всесоюзный слёт мастеров 1935 года:
  - Метание диска —  (37,02);
- Чемпионат СССР по лёгкой атлетике 1936 года:
  - Толкание ядра —  (12,39);
  - Метание диска —  (38,45);
  - Метания мяча —  (42,75).